# Max Pulver
Max Pulver (6 de diciembre de 1889, Berna – 13 de junio de 1952, Zúrich) fue un psicólogo, grafólogo, poeta, dramaturgo y narrador suizo. Fue un destacado grafólogo conocido por sus obras fundamentales Intelligenz im Schriftausdruck y Symbolik der Handschrift. Fundó la Schweizerische Graphologische Gesellschaft (Sociedad grafológica suiza) en 1950 y fue su presidente hasta su muerte.

## Obra
- Selbstbegegnung (Gedichte), K. Wolff, Leipzig 1916
- Alexander der Große (Drama), K. Wolff, Leipzig 1917
- Robert der Teufel (Drama), K. Wolff, Leipzig 1917
- Odil (Erzählungen), Huber, Frauenfeld 1917
- Merlin (Versdichtung), Insel-Verlag, Leipzig 1918
- Christus im Olymp (Drama), Hans Sachs-Verlag, München 1918
- Igernes Schuld (Drama), Insel-Verlag, Leipzig 1918
- Auffahrt (Gedichte), Insel-Verlag, Leipzig 1919
- Zwischenspiele, Rascher, Zürich 1919
- Das große Rad (Komödie), Drei Masken Verlag, München 1921 (Uraufführung Zürcher Schauspielhaus, 1926)
- Die weiße Stimme (Gedichte), Rhein-Verlag, Basel 1924
- Kleine Galerie (Prosa-Stimmungsbilder), Grethlein & Co. Verlag Seldwyla, Zürich 1925
- Arabische Lesestücke (Prosa-Stimmungsbilder), Grethlein & Co. Verlag Seldwyla, Zürich 1925
- Himmelpfortgasse (Roman), Kurt Wolff, München 1927
- Symbolik der Handschrift, Orell Füssli, Zürich 1931
- Trieb und Verbrechen in der Handschrift, Orell Füssli, Zürich 1934
- Neue Gedichte, Orell Füssli, Zürich 1939
- Menschen kennen und Menschen verstehen, Orell Füssli, Zürich 1940
- Selbstbesinnung, Orell Füssli, Zürich 1940
- Selbsterfahrung, Orell Füssli, Zürich 1941
- Auf Spuren des Menschen, Orell Füssli, Zürich 1942
- Person, Charakter, Schicksal, Orell Füssli, Zürich 1944
- Übergang (Gedichte), Orell Füssli, Zürich 1946
- Intelligenz im Schriftausdruck, Orell Füssli, Zürich 1949
- Erinnerungen an eine europäische Zeit. Begegnungen mit Rilke, Kafka, Klee, Meyrink und anderes, Orell Füssli, Zürich 1953

### Artículos
- Pulver, Max (1930). «Symbolik des Schrifitfeldes». Zeitschrift für Menschenkunde 6: 63-60.
- Pulver, Max (1930). «Symbolik des Schrifitfeldes». Zentralblatt für Graphologie 1: 53-63.
- Pulver, Max (1930). «Der Druck». Zeitschrift für Menschenkunde 6: 229-250.
- Pulver, Max (1930). «Der Druck». Zentralblatt für Graphologie 1: 181-202.
- Pulver, Max (1931). «De Groote van het schrift». Tijdschrift voor wetenschappelijke graphologie 3 (1).
- Pulver, Max (1931). «De Groote van het schrift». Tijdschrift voor wetenschappelijke graphologie 3 (3).
- Pulver, Max (1950). «Les Quatre Aspects du trait». La Grapholgoie 39: 3-17.
- Pulver, Max (1953). «Zur Schrift von Arthur Schopenhauer». Psychologee 5: 153-155.